# Ingo Glass
Ingo Glass (n. 9 aprilie 1941, Timișoara, România – d. 27 octombrie 2022, Budapesta, Ungaria, Budapesta) a fost un sculptor și scriitor de limba germană, șvab originar din Banat, România.
Este considerat un reprezentant al artei concrete și avangardist printre transavangardiști. Ultima sa lucrare figurativă a fost executată în 1966, când a terminat facultatea, mai precis lucrarea de diplomă.
Ingo Glass a fost unul dintre fondatorii Muzeului de Artă Vizuală din Galați.

## Biografie
În România
În perioada 1954-1960 a urmat cursuri de sculptură la Școala populară de artă, la clasa profesoarei Prof. Elisabeth Popper, care studiase la Viena cu Oskar Hanak. Tot în 1960 a luat bacalaureatul la Liceul nr. 1 din Lugoj.
În 1967 a absolvit Institutul de Arte Plastice Ion Andreescu din Cluj (actuala Universitate de Artă și Design), la clasa lui Artur Vetro.
În perioada 1967-1971 a fost consilier științific al Muzeului de Artă Contemporană din Galați,
În perioada 1972-1973 a fost asistent la Institutul de Arte Plastice N. Grigorescu din București.
În perioada 1976-1978 a fost consilier artistic la Casa de Cultură Friedrich Schiller din București.
În 1978 a inițiat și organizat prima expoziție națională a artiștilor plastici germani din România.
În anul 1979 a dat un interviu ziarului "Financial Times", cu titlul "Ceauseșcu - acolo unde dispare carnea". Imediat, Glass a fost chemat la Securitate și i s-a pus în vedere că are două săptămâni la dispoziție ca să părăsească România, renunțând la tot ce avea în țară: locuință, obiecte, cetățenie. Prin urmare, în anul 1979 a emigrat și s-a stabilit în Germania, la München.
În Germania
Ajuns în Germania, în 1979 a și fost cooptat ca membru în juriul primei expoziții „Münchner Künstler“ (Artiști münchenezi),  organizate în galeria Primăriei München.
Din 1980 a fost angajat custode al muzeului orășenesc Üblacker-Häusl din München.
Apoi, în 1983 a fost numit organizator al expozițiilor organizate de secția de cultură a Primăriei München și manager al atelierului de artă din Lothringer Straße din München. În același an, a inițiat și organizat în Landshut și Pforzheim prima expoziție „Artiști bănățeni în Republica Federală Germania”. Tot din 1983 a fost membru al conducerii Asociației „Esslinger Künstlergilde”, filiala din Bavaria.
În perioada 1983-1993 a fost membru al Comisiei de expoziții a organizației profesionale a artiștilor de arte vizuale din München și Oberbayern.
În 1993 și-a dat doctoratul cu tema „Constantin Brancusi und sein Einfluß in der Skulptur des 20. Jahrhunderts” (Constantin Brâncuși și influența sa asupra sculpturii secolului XX)
Din 1987 începe să colaboreze în cadrul unor expoziționale cu artiști maghiari, iar treptat aceste contacte devin tot mai strânse, astfel încât după pensionare se decide să se stabilească la Budapesta. Prin mediul în care s-a format și prin modul în care acționează artistul Ingo Glass se dovedește un cetățean european care circulă liber între cultura română, germană și maghiară.

## Lucrări de sculptură majore, destinate spatiului public
- Sculptură, 1969, Universitatea din Galați;
- Obiect spațial, 1971, Hotel din Târgoviște;
- Relief mural, 1974, Tel Aviv;
- Construcție gotică, 1975, Arcus-Covasna;
- Structură monumentală, 1980, Oberhausen;
- Deschidere, monument ridicat în 1991 în Timișoara, pe Calea Martirilor, ce are inscripționate numele fiecăreia dintre cele 43 de persoane ale căror trupuri neînsuflețite au fost furate din Spitalul Județean, în noaptea de 18 spre 19 decembrie 1989, și arse în Crematoriul din București, pentru a li se șterge orice urmă. [7]
- Uvertură gotică, 1982, Alter Botanischer Garten, München;
- Pozitiv-negativ, 1993, Südstahl-Mertingen.
- DADA de la Moinești, un monument realizat în spirit Dada cu ocazia centenarului nașterii lui Tristan Tzara (1996), de 25 m lungime, 2,6 m lățime, 10 m înălțime, cântărind 120 t, o combinație de oțel cu beton, amplasat pe șoseaua Moinești-Bacău. Monumentul DADA de la Moinești-România s-a putut ridica cu sprijinul financiar – decisiv – al unei Fundații elvețiene. [8]
- Hommage a Vasarely, o sculptură futuristă din metal colorat, donată în 7 mai 2003 noului "Parc de sculptură" din Timișoara. [9]

## Expoziții personale
- 1964 la Casa Universitarilor, Cluj;
- 1968 la Muzeul de Artă Modernă și Contemporană, Galați;
- 1980 la Galerie Glaub, Köln;
- 1982 la Stadtmuseum, München
- 1986 la München.
- 2007 Grundformen und Grundfarben im Raum în galeria Emilia Suciu din Ettlingen

## Scrieri
- Constantin Brâncuși Und Sein Einfluss Auf Die Skulptur Des 20. Jahrhunderts, Editura Vinea, ISBN 9739294197 (973-9294-19-7)
- Coautor la Enciclopedia în 6 volume care reunește informații privind circa 2500 de artiști plastici din München și Oberbayern.

## Distincții
- În 2012, Ingo Glass a devenit Cetățean de onoare al orașului Timișoara.[10]

## Biografii
- Ingo Glass, Editura  Südostdeutsches Kulturwerk, München, Germania, 1991; ISBN  3883560766 ; ISBN 9783883560762